# Odbiornik reakcyjny
Odbiornik reakcyjny – odbiornik radiowy będący modyfikacją odbiornika ze wzmocnieniem bezpośrednim. Cechą odbiornika reakcyjnego jest zastosowanie we wzmacniaczu wielkiej częstotliwości dodatniego sprzężenia zwrotnego, co zwiększa wzmocnienie i selektywność tego wzmacniacza, umożliwiając uzyskanie wymaganego wzmocnienia przy użyciu mniejszej liczby stopni wzmacniających. Wartość sprzężenia zwrotnego dla emisji A3 (modulacja amplitudy) musi być dobrana tak, aby nie spowodować wzbudzenia oscylacji. Przekroczenie progu generacji pozwala na odbiór telegrafii A1 i emisji jednowstęgowej (SSB).